# 利源枠
利源枠（りげんわく）とは、利源分析において用いる予定事業費枠である。

## 算出方法
予定新契約費のうち一定割合を契約初年度に費消し、それを一定期間で償却すると考えて計算した予定事業費枠である。契約初年度に費消する予定新契約費の一定割合をチルメル歩合(αz)という。この償却期間をチルメル期間といい、現在は5年とされている。
初年度に平準純保険料式の予定事業費枠を超えてαzを計上するためには貯蓄保険料を犠牲にすることになるが、さらにチルメル歩合(αz)を貯蓄保険料全額でも賄いきれない場合には、この残りの部分を次年度以降費消するものとして計算する。この修正を限度超過修正あるいはネガティブリザーブ修正という。